# Indigofera barteri
Indigofera barteri är en ärtväxtart som beskrevs av John Hutchinson och John McEwan Dalziel. Indigofera barteri ingår i släktet indigosläktet, och familjen ärtväxter. Inga underarter finns listade i Catalogue of Life.